# Roger Pigaut
Roger Pigaut (* 8. April 1919 als Roger Paul Louis Pigot in Vincennes, Département Seine-et-Marne; † 24. Dezember 1989 in 16. Arrondissement, Paris) war ein französischer Schauspieler und Filmregisseur.
Roger Pigaut wuchs in bescheidenen Verhältnissen auf. Seine Eltern strebten für ihn eine Lehrerlaufbahn an, aber Pigaut interessierte sich mehr für Kino und Bücher. Er wechselte mehrere Stellen, nahm 1938 Schauspielunterricht bei Raymond Rouleau und wurde im Jahr darauf am Conservatoire national supérieur d’art dramatique aufgenommen. Wegen des Krieges ging er aber nach Südfrankreich und unternahm mit verschiedenen Ensembles zahlreiche Tourneen. Noch während des Krieges trat er vor der Kamera auf, er spielte die erste große Rolle des Gutsverwalters Marani in dem Drama Irrwege des Herzen, das auch in anderen Ländern gezeigt wurde die Zeit. Nach dem Krieg hatte er seine erste Hauptrolle als Erfinder Dr. Lambert in dem Drama mit Science-Fiction-Elementen L'Invité de la onzième heure. Zwischen 1943 und 1978 drehte Pigaut mehr als vierzig Filme und fand seine prominentesten Rollen in Christian-Jaques Das Geheimnis der Berghütte, Jacques Beckers Zwei in Paris, Der Graf von Monte Christo, Louis Daquins Die Brüder Bouquinquant und seinem letzten Film 1978 Eine einfache Geschichte.
Außerdem hat er bei sieben Filmen Regie geführt und auch Theater gespielt. Als Drehbuchautor und Regisseur versuchte er sich 1972 in dem Film Drei Milliarden ohne Lift.
Pigaut war jahrelang mit Betsy Blair liiert, die sich seinetwegen von ihrem Ehemann Gene Kelly scheiden ließ. Nach ihrer Trennung heiratete er Joëlle Bernard. Pigaut starb am 24. Dezember 1989 in Paris an einem Herzstillstand.

## Filmographie (Auswahl)

### Darsteller

#### Kino
- 1943: Irrwege des Herzen (Douce) – Regie: Claude Autant-Lara
- 1943: Retour de flamme – Regie: Henri Fescourt
- 1943: Félicie Nanteuil – Regie: Marc Allégret
- 1944: Das Geheimnis der Berghütte (Sortilèges) – Regie: Christian-Jaque
- 1945: L'Assassin n'est pas coupable – Regie: René Delacroix
- 1945: L'Invité de la onzième heure – Regie: Maurice Cloche
- 1946: Nuits d'alerte – Regie: Léon Mathot
- 1946: La Rose de la mer – Regie: Jacques de Baroncelli
- 1946: Aubervilliers – Regie: Éli Lotar (Kurzfilm, nur Stimme)
- 1947: Die Brüder Bouquinquant (Les Frères Bouquinquant), Regie Louis Daquin
- 1947: Zwei in Paris (Antoine et Antoinette)
- 1948: Das verlorene Glück (Les Condamnés) – Regie: Georges Lacombe
- 1948: Vire-vent – Regie: Jean Faurez
- 1948: Eifersucht (Bagarres) – Regie: Henri Calef
- 1948: Rapide de nuit – Regie: Marcel Blistène
- 1948: Die Brüder Bouquinquant (Les Frères Bouquinquant) – Regie: Louis Daquin
- 1948: Cartouche, roi de Paris – Regie: Guillaume Radot
- 1950: Ein Lächeln im Sturm (Un sourire dans la tempête)
- 1950: La Peau d'un homme – Regie: René Jolivet
- 1951: Chicago-digest – Regie: Paul Paviot (Kurzfilm)
- 1951: L'Agonie des aigles – Regie: Jean Alden-Delos
- 1952: La Maison dans la dune – Regie: Georges Lampin
- 1952: Die blonde Zigeunerin (La Caraque blonde) – Regie: Jacqueline Audry
- 1953: Theodora, Kaiserin von Byzanz (Théodora, impératrice de Byzance) – Regie: Riccardo Freda
- 1954: Der Graf von Monte Christo (Le Comte de Monte-Cristo)
- 1955: Napoleon (Napoléon)
- 1955: Mon chien – Regie: Georges Franju (Kurzfilm, nur Stimme)
- 1955: Gier nach Liebe (La Lumière d'en face) – Regie: Georges Lacombe
- 1955: Les Amours de Manon Lescaut – Regie: Mario Costa
- 1955: La Plus Belle des vies – Regie: Claude Vermorel
- 1960: Terreur sur la savane – Regie: Yves Allégret
- 1962: Nach Valparaiso (À Valparaíso) – Regie: Joris Ivens (Kurzfilm, nur Stimme)
- 1965: Pour le Mistral – Regie: Joris Ivens (Kurzfilm, nur Stimme)
- 1965: La Jeune Morte – Regie: Roger Pigaut und Claude Faraldo
- 1967: Ich tötete Rasputin (J'ai tué Raspoutine)
- 1967: Unbezähmbare Angélique (Indomptable Angélique)
- 1968: Angélique und der Sultan (Angélique et le sultan)
- 1968: Mayerling
- 1968: Cathérine – Ein Leben für die Liebe (Catherine, il suffit d'un amour) – Regie: Bernard Borderie
- 1978: Eine einfache Geschichte (Une histoire simple)

#### Fernsehen
- 1965–1969: Les Chevaliers du ciel (3 Episoden)
- 1970: Mauregard (Mauregard) – Regie: Claude de Givray
- 1971: Quentin Durward – Regie: Gilles Grangier
- 1972: Die Boussardels (Les Boussardel) – Regie: René Lucot
- 1974: Die Grashüpfer (Les Faucheurs de marguerites) – Regie: Marcel Camus (TV)
- 1975: Paul Gauguin
- 1982: Les invités

### Regisseur
- 1957: Der Zauberdrachen (Cerf-volant du bout du monde)
- 1965: La Jeune Morte (mit Claude Faraldo)
- 1971: Der Boss (Comptes à rebours)
- 1972: Drei Milliarden ohne Fahrschule (Trois milliards sans ascenseur)
- 1975: Ein Koffer aus Lausanne (Le Guêpier)
- 1977: Miss (TV)
- 1982: Marcheloup (TV)

#### Regieassistent
- 1963: Germinal – Régie: Yves Allégret